# Instantiatie (filosofie)
Instantiatie is het concreet maken van een filosofisch idee. In het metafysisch realisme en in het bijzonder in het platonisme is instantiatie de wijze waarop concrete zaken vanuit abstracte universalia gestalte krijgen. Plato gebruikte in dit verband de Griekse term παρουσία, wat letterlijk vertaald zou kunnen worden met aanwezigheid. Instantiatie kan vertaald worden als verwezenlijking of realisatie.

## Explicatie
Plato, en in zijn navolging de realisten, stelde dat de ware werkelijkheid uit onveranderlijke en eeuwige Ideeën (of Vormen, later ook universalia genoemd) bestaat, die zich instantiëren in de zintuiglijk waarneembare wereld, waar alles veranderlijk en vergankelijk is. Zo bestaan bijvoorbeeld de universalia groen-heid, mens-heid en huis-heid onafhankelijk van de ervaring, maar ook goed-heid, waar-heid, schoon-heid en een-heid. Een dergelijke Vorm kan zich meervoudig instantiëren in de werkelijkheid: de Vorm mens-heid is bijvoorbeeld op dit moment geïnstantieerd in meer dan zeven miljard individuen.
De theorie laat zich beter begrijpen bij het effect van grote uitvindingen: zo wordt niet gesteld dat de wielen en de computers zijn uitgevonden, maar wordt het enkelvoud gebruikt, zoals Plato zou doen, namelijk het wiel en de computer. Wat er immers feitelijk is gebeurd, is dat een persoon – een platonist zou eerder spreken over een ontdekker dan een uitvinder – als eerste die Idee heeft aanschouwd. Die Idee bestond echter al altijd, onveranderlijk en eeuwig. De ontdekker was slechts de eerste die die Idee instantieerde in een concreet object, een verzameling voorhanden wielen of computers.
Een ander voorbeeld in de natuurkunde zijn wetmatigheden als de zwaartekracht en de baanvormige beweging van manen, universalia die zich instantiëren in allerlei particuliere standen van zaken. 
Ook bij objectgeoriënteerd programmeren is er een vergelijkbaar begrip van instantiatie, van een bepaalde class kan een object aangemaakt worden. Terwijl de klasse slechts virtueel bestaat als model, functioneert het object reëel binnen het programma.